# John Long Routt
John Long Routt (25 de abril de 1826 - 13 de agosto de 1907) foi um político dos Estados Unidos, o 1º e 7º Governador do Colorado. Pertenceu ao partido republicano também foi prefeito de Denver, Colorado.

## Início de vida
John longo Routt nasceu 25 de abril de 1826 em Eddyville, Kentucky e mudou-se para Bloomington (Illinois), Illinois, pouco tempo depois, onde completou sua educação em escolas públicas. Após a conclusão dos seus estudos, trabalhou como carpinteiro antes de entrar para a política e ser eleito.
Enquanto vivia em Illinois, ele obteve seu primeiro cargo eletivo como xerife do Condado de McLean, Illinois. A ascensão na carreira do serviço público de Routt foi abruptamente interrompida pelo serviço na Guerra Civil Americana, onde atuou como capitão na 94ª infantaria de voluntários de Illinois.

## Último governador territorial do Colorado
O Presidente americano Ulysses S. Grant nomeou John Routt como governador do território de Colorado em 29 de março de 1875. A criação de um estado era o interesse principal do Colorado. Thomas Patterson e Jerome Chaffee, inicialmente apresentaram um projeto na Câmara (House Bill 435), prevendo a criação do governo do estado de Colorado. O mandato de Routt como Governador Territorial em grande parte foi dedicado para deliberar sobre o conteúdo da Constituição do estado de Colorado.

## Primeiro governador de estado do Colorado
Depois que Colorado foi estabelecido como um Estado, o cada vez mais popular Routt facilmente ganhou a eleição para governador sem precisar fazer nenhum discurso em público. Como o primeiro governador, Routt abordou as principais questões que Colorado estava enfrentando na época, incluindo a violência e em torno da cidade de Creede, Colorado, bem como os problemas para lidar com as avaliações dos Condados.
Routt também foi muito popular entre a cidadania feminina do estado por causa de seu forte apoio para o sufrágio feminino. Tomou a iniciativa de organizar uma turnê em campanha pelo direito ao sufragio feminino e pessoalmente acompanhou em todo o estado a popular Susan B. Anthony. Quando as mulheres em Colorado tornaram-se aptas para votar em 1893, sua esposa, Eliza, se tornou a primeira mulher a se registrar como eleitora na história do Colorado.

## Últimos anos e morte
Após seus primeiros mandatos como governador do Colorado, Routt entrou para o setor privado, mas voltou para o serviço público para ser eleito prefeito de Denver, Colorado de 1883 a 1885. Depois de disputar sem sucesso para o Senado dos Estados Unidos, Routt disputou com sucesso para governador novamente em 1891 e serviu desta vez como o sétimo governador do Colorado até 1897. Seu terceiro mandato foi marcado por um elevado nível de discordância entre os republicanos do governo no estado do Colorado.
Routt morreu em 13 de agosto de 1907, aos 81 anos. Foi enterrado no cemitério de Riverside em Denver. O Condado de Routt no Colorado foi criado e assim nomeado em sua homenagem.

## Fonte da tradução
- Este artigo foi inicialmente traduzido, total ou parcialmente, do artigo da Wikipédia em inglês cujo título é «John Long Routt ».